# Октябрьский сельсовет (Слуцкий район)
Октябрьский сельсовет — упразднённая административная единица на территории Слуцкого района Минской области Белоруссии.

## Состав
Октябрьский сельсовет включал 8 населённых пунктов:
- Безверховичи — деревня.
- Безверховичи — посёлок.
- Евличи — деревня.
- Мащицы — деревня.
- Октябрь — деревня.
- Ретовщина — посёлок.
- Селище — деревня.
- Целевичи — деревня.